# Chaerephon ansorgei
Chaerephon ansorgei é uma espécie de morcego da família Molossidae. Pode ser encontrada na Costa do Marfim, Camarões, República Democrática do Congo, Sudão, Etiópia, Angola, Zimbábue e África do Sul.